# ГЕС Кенерінг
ГЕС Кенерінг — гідроелектростанція в Малайзії. Знаходячись між ГЕС Берсія (вище по течії) та ГЕС Ченрох (40,5 МВт), входить до складу каскаду на річці Перак, яка дренує західний схил вододільного хребта Малайського півострова та впадає до Малаккської протоки за півтори сотні кілометрів південніше від острова Пінанг.
У межах проєкту річку перекрили бетонною гравітаційною греблею висотою 41 метр та довжиною 610 метри, яка потребувала 300 тис. м3 матеріалу (крім того, на прилягаючі земляні дамби пішло 450 тис. м3 ґрунту). Вона утримує водосховище з площею поверхні 24,3 км2 та об'ємом 324 млн м3 (корисний об'єм 68 млн м3).
Через водоводи діаметром 5,5 метра ресурс подається до пригреблевого машинного залу, обладнаного трьома турбінами типу Френсіс потужністю по 40 МВт. При напорі від 34,4 до 36,3 метра (номінальний напір 34,1 метра) вони забезпечують виробництво 456 млн кВт·год електроенергії на рік.